# Serrat dels Pous (Tremp)
El Serrat dels Pous és un serrat del terme municipal de Tremp, antigament del de Fígols de Tremp. És just al nord de Montllobar i al sud-oest del poble d'Eroles.